# Shōtoku
Prințul Shōtoku (聖徳太子 Shōtoku Taishi?) a fost un conducător japonez semi-legendar și regentul împărătesei Suiko. El a fost fiul împăratului Yōmei și al prințesei Anahobe nu Hashihito din vestitul clan Soga, și este considerat creatorul civilizației japoneze.

## Istoricitatea lui Shōtoku
Istoricitatea lui Shōtoku (atât acuratețea datelor, cât și existența sa) este pusă la îndoială. Toate informațiile despre prințul Shōtoku provin din trei surse primare:
- Kojiki, o culegere de mituri legate de originea Japoniei, compusă cu circa 90 de ani după data presupusă a decesului lui Shōtoku.
- Nihon Shoki, o culegere de mituri și cronici japoneze, care a fost compusă cu circa 100 de ani după Shōtoku și despre care se crede că ar fi redat cu acuratețe evenimentele istorice doar începând cu domnia împăratului Tenji (626 – 672).
- Kaifūsō, o culegere de poezie chineză, scrisă de către poeți japonezi. Culegerea a fost compusă în 751.

## Viață
Prințul Shōtoku s-a născut în anul 574, în provincia Yamato (actualmente prefectura Nara). În anul 593 a fost numit regent de către mătușa sa, împărăteasa Suiko. Domnia sa ca regent a fost una extrem de prosperă, deoarece Shōtoku Taishi a stabilit legături foarte bune cu dinastia Sui din China și cu Regatele Coreene și a introdus o constituție stabilă formată din 17 articole, formulate după exemplul legislației confuciene chineze.
În ceea ce privește situația sa religioasă, prințul Shōtoku a fost un adept al budismului și un susținător și protector al acestei religii. A construit numeroase temple budiste, printre care cele mai vechi sunt Hōryū-ji și Shitennō-ji, și a proclamat budismul religie de stat.
După moartea sa, prințul Shōtoku a fost sanctificat, fiind considerat reîncarnarea lui bodhisattva Kannon (Avalokiteśvara). De asemenea, Shōtoku Taishi este considerat a fi a doua mare personalitate din istoria budismului, după celebrul împărat indian Așoka.
De-a lungul timpului, mulți călugări au pretins că l-au vazut sau au vorbit în vis cu prințul Shōtoku, considerat a fi întemeietorul budismului japonez. Printre acești călugări se numără și celebrii maeștri budiști Saichō și Shinran.